# 't Puntje
 't Puntje is een gemeentelijk monument aan de Korte Brinkweg 51 in Soest in de provincie Utrecht.
De langhuisboerderij uit de 18de eeuw staat op de hoek van de Korte Brinkweg en de Stadhouderslaan. Het pand heeft een L-vormige plattegrond. Het afgewolfde zadeldak is met riet gedekt. Ook kruk aan de linkerzijde heeft een rieten dak en een deur. In de asymmetrische witgepleisterde voorgevel zijn twee negenruits schuifvensters aangebracht. Rechts daarvan is een kleiner venster en het kelderraam onder de opkamer. In de ongepleisterde rechter zijgevel is een toegangsdeur. De oorspronkelijke luiken zijn verdwenen. In de spoelkeuken ('geut') bevindt zich nog een pomp.